# 錦三郎
錦 三郎（にしき さぶろう、1914年 - 1997年5月8日）は、日本のエッセイスト、歌人、蜘蛛研究家、特にバルーニングの研究で著名。山形県山形市出身。1936年山形師範学校卒業、小学校教員となる。1929年頃から斉藤茂吉の弟子の結城哀草果に師事して作歌を始める。1937年アララギ入会。晩年は短歌結社「山麓」の選者を務めた。1958年日本蜘蛛学会に入会。蜘蛛に関連する書籍で数多くの賞を受賞する。1973年退職、1975年南陽市芸術文化協会会長。翌年、市史編さん嘱託（編集委員長）に就任。

## 受賞歴
- 1964年 - 第12回日本エッセイスト・クラブ賞受賞（『蜘蛛百態』）[1]
- 1975年 - 第22回産経児童出版文化賞（『空を飛ぶクモ』）[1]
- 1975年 - 第17回厚生省児童福祉文化奨励賞[1]
- 1975年 - 第2回ジュニア・ノンフィクション文学賞[1]
- 1975年 - 第21回斎藤茂吉文化賞受賞[1]
- 1992年 - NHK東北ふるさと賞[1]、文部大臣賞[1]

## 著書
- 『飛行蜘蛛』丸ノ内出版、1972年（のち笠間書院、2005年6月）
- 『空を飛ぶクモ』学習研究社、1974年
- 『クモの超能力』講談社、1986年5月
- 『錦三郎集 白銀時代』近代文芸社、1989年9月
- 『青銅時代 錦三郎集』近代文芸社、1993年9月
- 『浮遊する虫たち』国書刊行会、1996年8月